# Cassephyra sincera
Cassephyra sincera là một loài bướm đêm trong họ Geometridae.